# Henrik den Unge Konge
Henrik den Unge Konge (28. februar 1155 – 11. juni 1183) var den ældste overlevende søn af Henrik 2. af England og Eleonora af Aquitanien. Fra 1170 blev han titulær konge af England, hertug af Normandiet, greve af Anjou og Maine. Den unge Henrik var den eneste konge af England siden den normanniske erobring, der blev kronet i sin fars regeringstid, men han var frustreret over farens afvisning af at give ham magt. Han døde 28 år gammel, seks år før sin far. Det betød, at hans bror Richard Løvehjerte blev den næste konge.

## Tidlige liv
Der vides lidt om den unge prins Henrik før hans ægteskab og kroning. Hans mors børn af ægteskabet med Ludvig 7. af Frankrig var Marie af Frankrig, grevinde af Champagne og Alix af Frankrig. Han havde en ældre bror, Vilhelm 9., greve af Poitiers (d. 1156), og hans yngre søskende var Matilde, Richard, Godfred, Eleonora, Johanne, og Johan .
I juni 1170 blev den 15 år gamle Henrik kronet til konge, mens har far stadig var konge, en tradition praktiseret af de franske konger af Huset Capet og kopieret af de engelske konger Stefan og Henrik 2. Henriks udseende ved sin kroning i 1170 er beskrevet i et samtidigt hofdigt skrevet på latin, hvor den 15 år gamle prins er meget smuk, "høj, men velproportioneret, bredskuldret med en lang og elegant hals, bleg og fregnet hud, lyse og brede blå øjne og tykt rødgyldent hår”.
Han blev i sin levetid kendt som "Henrik den Unge Konge" for at skelne ham fra sin far. Fordi han ikke var regerende konge, tælles han ikke med i den numeriske rækkefølge af konger af England. Ifølge en af Thomas Beckets korrespondenter blev Henrik gjort til ridder af sin far inden kroningen, men William Marshals biografi hævder, at kongen blev gjort til ridder af William i løbet af oprøret i 1173 (Georges Duby, Guillaume le Maréchal. Le meilleur chevalier du monde. 1984).

## Turneringshelt og berømthed
Henrik så ikke ud til at have haft meget interesse i den daglige regeringsgang, til forskel fra sin far og yngre brødre. Hans far menes imidlertid at have undladt at delegere myndighed til sin søn for selv at beholde magten i England. Opfattelsen blandt flertallet af historikere findes hos WL Warren (1973): "Den unge Henrik var den eneste i sin familie, der var populær på sin egen tid .... den eneste, der ikke viste noget tegn på politisk klogskab, militær dygtighed, eller endda almindelig intelligens... ", og uddybet i en senere bog," Han var elskværdig, mild, venlig, høflig, artig, en fri sjæl og generøs. Desværre var han også overfladisk, forfængelig, skødesløs, overoptimistisk, inkompetent, letsindig og uansvarlig." 
Den unge konges samtidige omdømme var positivt. Det skyldtes sandsynligvis tidens entusiastiske ridderturneringskultur. I historien om William Marshals, biografien om ridderen, der blev hans lærer i 1170 og lederen af hans ridderturneringer til 1182, beskrives han som en sikker deltager ved turneringer i det nordlige og centrale Frankrig mellem 1175 og 1182. Med sine fætre Filip 1., greve af Flandern og Balduin 5., greve af Hainaut var han en sikker patron for sporten. Det siges, at han brugte over 200 £ om dagen på sit store store følge af riddere, han bragte til turneringen i Lagny-sur-Marne i november 1179.  
Selv om han manglede politisk vægt, bragte hans protektion ham berømmelse i hele Vesteuropa. Baronen og trubaduren Bertran de Born kendte ham og sagde:
 [Han var] den bedste konger, der nogen sinde bar et skjold, den mest dristigste og bedste af alle turneringsdeltagere. Fra den tid Roland levede, og endda før, har man aldrig set en så dygtig ridder, så krigerisk, hvis berømmelse gav genlyd over hele Verden, endda selv hvis Roland kom tilbage fra de døde, eller hvis hele Verden søgte så langt som til Nilen eller den nedgående sol.

Der var en opfattelse blandt hans samtidige og den næste generation, at hans død i 1183 markerede en nedgang for både ridderturneringerne og ridderlighed. Gervase af Tilbury, der var hans præst, sagde, at "hans død var slutningen på alt ridderligt".

## Politiske karriere
Den unge Henrik spillede en vigtig rolle i politik i sin fars regeringsperiode. Den 2. november 1160 blev han forlovet med Margrete af Frankrig, datter af kong Ludvig 7. af Frankrig og hans anden hustru, Konstance af Kastilien, da han var fem år gammel, og hun var mindst to år. Ægteskabet var et forsøg på endelig at få løst striden mellem greverne af Anjou og de franske konger om besiddelse af grænseområdet i det normanniske område Vexin, som Ludvig 7. havde fået af Henriks bedstefar, Godfred 5., greve af Anjou omkring 1144. I henhold til aftalen ville Margrete overføre borgene i Vexin til sin nye mand. Dog blev ægteskabet gennemført af Henrik 2., mens den unge Henrik og Margrete stadig var små børn, så han kunne overtage borgene med det samme. En bitter grænsekrig fulgte mellem kongerne.
De blev formelt gift den 27. august 1172 i Winchester Cathedral, da Henrik, 17 år gammel, blev kronet til konge af England for anden gang, denne gang sammen med Margrete, af Rotrou, ærkebiskoppen af Rouen.
Den unge Henrik blev hurtigt uvenner med sin far i 1173. Samtidige krønikeskrivere hævder, at det skyldtes den unge mands frustration over, at hans far ikke havde givet ham noget rige at herske over, og at han savnede penge. Oprøret ser imidlertid ud til at have rødder til en meget dybere utilfredshed med farens styre, og en formidabelt gruppe af anglo-normanniske, normanniske, angevinske, poitevinske Poitou) og bretonske stormænd sluttede sig til ham. Opstanden 1173–1174 var tæt på at vælte kongen. Han blev med nød og næppe frelst af en gruppe loyale adelige med besiddelser på den engelske side af Den Engelske Kanal og ved tilfangetagelsen af Vilhelm 1. af Skotland, kongen af Skotland. Den unge Henrik søgte forsoning efter tilfangetagelsen af sin mor, Eleonora af Aquitanien, og oprørets fiasko. Hans midler blev øget kraftigt i fredsbetingelserne, og tilsyneladende tilbragte han det meste af de næste syv år med ridderturneringer.
I november 1179 repræsenterede han sin far ved kroningen af Filip 2. August som medkonge af Frankrig i Reims. Han deltog som Frankrigs Steward og bar kronen under kroningen. Senere spillede han en ledende rolle i den fejringsturnering, der blev afholdt i Lagny-sur-Marne, hvortil han medbragte et følge på over 500 riddere.
Den unge Henrik blev i 1182 uvenner med William Marshal, lederen af hans turneringshold. Den ukendte forfatter til L'Histoire de Guillaume le Maréchal antyder, at William Marshals fald skyldtes, at han havde indledt en hemmelig affære med dronning Margrete. David Crouch, en af William Marshalls vigtigste moderne biografiskrivere, hævder, at anklagen mod William faktisk havde karakter af lèse majesté, som Marshal fortjente på grund af sin arrogance og grådighed. Ud fra denne beretning blev anklagen om utroskab kun nedskrevet i Historien om William Marshals liv som en distraktion fra de anklager, som han sandsynligvis var skyldig i. Selv om den unge konge tidligt i 1183 sendte sin kone til det franske hof, blev det mest sandsynligt gjort for at holde hende i sikkerhed under den forestående krig med sin bror, Richard, snarere end hun var faldet i unåde.
Henrik og Margretes eneste barn var Vilhelm, som blev født for tidligt den 19. juni 1177 og døde tre dage senere. Den vanskelige fødsel kan have gjort hende ufrugtbar, for hun fik ikke flere børn.

## Død og begravelse
Den unge Kong Henrik døde 28 år gammel i sommeren 1183 under et felttog i Limousin mod sin far og sin bror Richard Løvehjerte. Han var lige blevet færdig med at plyndre klostre for at få penge til sine lejesoldater. Han blev syg dysenteri i begyndelsen af juni. I vågen tilstand blev han hurtigt ført til Martel ved Limoges. Det stod klart for hans følge den 7. juni, at han var døende, da han skriftede og modtog den sidste olie. Som tegn på, at han blev straffet for sin krig mod sin far, kastede han sig nøgen på gulvet foran et krucifiks. Han skrev testamente, og da han havde påtaget sig korsfarernes løfte, gav han sin kappe til sin ven William Marshal med bøn om, at han skulle tage kappen (formodentlig med korsfarernes kors syet på det) til den hellige grav i Jerusalem. På sit dødsleje anmodede han angiveligt om at blive forsonet med sin far, men kong Henrik frygtede svig og nægtede at se ham. Han døde den 11. juni og med en ring, som hans far i stedet havde sendt som et tegn på sin tilgivelse, sammenklemt i sin hånd. Efter hans død siges det, at hans far havde udbrudt: "Han kostede mig meget, men jeg ville ønske, at han havde levet for at koste mig mere."
Efter Henriks død var gjorde hans mor og en del af hans venner forsøg på at fremme hans helgenkåring. Thomas af Earley, ærkediakon af Wells, offentliggjorde en prædiken ikke længe efter, der detaljerede mirakuløse begivenheder, der var sket i kortegen, der havde ført hans lig nordpå til Normandiet. Henrik havde givet ordre til, at hans indvolde og andre kropsdele skulle begraves i Charroux Klostret, men resten af hans lig skulle stedes til hvile i katedralen i Rouen. Under ligfærden blev et medlem af Henriks følge taget til fange af kaptajnen for hans lejesoldater på grund af gæld, som den døde konge skyldte dem. Ridderne, der fulgte med hans lig, var så fattige, at de måtte modtage velgørenhed fra Vigeois Klostret. Der var store og følelsesladede forsamlinger, uanset hvor hans ligfærd gjorde holdt. I Le Mans stoppede biskoppen processionen og beordrede liget begravet i sin katedral, måske for at mindske den civile uro, som Henriks død havde forårsaget. Domprovsten af Rouen genvandt kontrollen over liget fra Le Mans domkapitel en måned senere gennem en retssag, så den unge Henrik kunne begraves i Normandiet, som han havde ønsket i sit testamente.
Henriks jordiske rester befinder sig i Rouens katedral, hvor hans grav ligger modsat alteret i forhold til sin yngre bror Richard Løvehjertes grav. Ærkebiskoppen af Rouen, der havde viet ham til Margrete, hviler i nærheden. Hans brødre Richard og Johan blev senere konger af England.

## Udseende og karakter
Henrik og Richard var "begge høje af statur, noget over gennemsnittet og af det kommanderende karatker. I mod og storhed var de næsten lige; men i karakter af deres dyder var der stor forskel. . . [Henrik] var beundringsværdig for mildhed og gavmildhed ... havde en prisværdig blidhed ... berømt for sit lette temperament ... bemærkelsesværdig for sin skånsel ... de usle og fortabte fandt deres tilflugt hos [Henrik] ... var skjoldet for dårlige mænd ... havde evner inden for kampsport ... gav sin gunst til udlændinge. . . [Henriks] ambition omgav storsindet verden."
En anden beskrivelse fortæller "Han var høj af statur og adskilte sig af udseende. Hans ansigt udtrykte glæde og moden dømmekraft i godt mål. Smuk blandt menneskenes børn, var han høflig og munter. Nådig for alle blev han elsket af alle. Elskelig over for alle var han ikke i stand til at få en fjende. Han var uden sidestykke i krig, og da han overgik dem alle i tapperhed, hjertelighed og den enestående nådighed ved sine manerer, sin sande generøsitet og ægte integritet...